# Conothele truncicola
Espèce
Statut de conservation UICN

 CR A2a+4a : 
En danger critique
Conothele truncicola est une espèce d'araignées mygalomorphes de la famille des Halonoproctidae.

## Distribution
Cette espèce est endémique des Seychelles. Elle se rencontre sur Silhouette et Mahe.

## Description
La carapace de la femelle holotype mesure 5,04 mm et l'abdomen 6,58 mm.

## Publication originale
- Saaristo, 2002 : New species and interesting new records of spiders from Seychelles (Arachnida, Araneaea. Phelsuma vol. 10, suppl. A, p. 1-31 (texte intégral).